# Vieilley
Vieilley ist eine französische Gemeinde mit 667 Einwohnern (Stand: 1. Januar 2022) im Département Doubs in der Region Bourgogne-Franche-Comté. Sie gehört zum Arrondissement Besançon und ist Mitglied im Gemeindeverband Grand Besançon Métropole. Die Bewohner werden Vieilleys genannt.

## Geographie
Vieilley liegt auf 250 m, etwa zwölf Kilometer nordnordöstlich der Stadt Besançon (Luftlinie). Das Dorf erstreckt sich an leicht erhöhter Lage am südlichen Rand der Talniederung des Ognon, am Nordfuß des Kammes der Grande Côte unterhalb des Fort de la Dame Blanche im äußersten Nordwesten des Département Doubs.
Die Fläche des 9,43 km² großen Gemeindegebiets umfasst einen Abschnitt des Ognon-Tals. Die nördliche Grenze verläuft entlang dem Ognon, der hier mit mehreren Windungen durch eine rund zwei Kilometer breite, flache Talniederung fließt. Vom Flusslauf erstreckt sich das Gemeindeareal nach Süden über die ehemals moorige Talaue auf die angrenzende Hochterrasse, die aus eiszeitlichen Flussablagerungen besteht. Sie ist überwiegend mit Acker- und Wiesland bestanden. Weiter nach Süden reicht das Gebiet über einen Steilhang, der durch die Erosionsrinnen mehrerer kurzer Bäche untergliedert ist, bis auf den schmalen Kamm der Grande Côte. Dieser Höhenzug bildet in geologisch-tektonischer Hinsicht eine Antiklinale, deren nördlicher Schenkel durch Erosion weitgehend abgetragen ist. Mit 593 m wird auf der Krete die höchste Erhebung von Vieilley erreicht. Auch ein Teil des waldbedeckten Südhanges (Forêt de Chailluz) dieses Höhenzuges gehört zur Gemeinde.
Nachbargemeinden von Vieilley sind Cromary und Palise im Norden, Venise im Osten, Marchaux-Chaudefontaine, Braillans und Besançon im Süden sowie Mérey-Vieilley im Westen.

## Geschichte

### Altertum
Um Vieilley wurden von Daniel Daval 1992 Scherben von Terra Sigillata, dem römischen Tafelgeschirr, gefunden. Diese werden der Argonnensigillata der Spätantike (ab dem 3. Jahrhundert) zugeordnet. Dieser Fund lässt allerdings keine Rückschlüsse auf eine mögliche Besiedlung zu einer so frühen Zeit zu. Vielmehr lag Vieilley an einer Verbindungsstraße zwischen den beiden Zentren Luxeuil und Besançon, die über den Ognon verlief.

### Mittelalter
Erstmals urkundlich erwähnt wurde Vieilley im Jahr 895. Seit dieser Zeit existiert auch die Kirche Saint-Léger. Das Dorf gehörte im Mittelalter zum Besitz des Klosters Saint-Étienne in Besançon. 1258 ließ Étienne de Chassagne hier ein Herrschaftssitz erbauen: das Chateau de Vieilley. 1470 wurde es von den einmarschierenden Truppen des Königs Ludwig XI. zerstört, aber anschließend wieder aufgebaut.

### Frühe Neuzeit
Im Dreißigjährigen Krieg warteten im Juli 1637 die Truppen des Herzogs Bernhard von Sachsen-Weimar in Vieilley und dem Nachbarort Cromary auf die Verstärkungen aus Montbéliard unter Führung des Grafen de Concey. Gemeinsam nahmen sie an dem französischen Feldzug zur Befreiung der Franche-Comté von den lothringischen Besatzern teil. In den Jahren zuvor war Vieilley, wie auch die umliegenden Gemeinden und viele andere Regionen Europas während der Kriegswirren, immer wieder von streunenden und plündernden Soldaten gebeutelt worden. Auch das Chateau blieb vom Krieg nicht verschont: 1642 wurde es von schwedischen Truppen niedergebrannt. 1678 gelangt Vieilley (zusammen mit der Franche-Comté) durch den Frieden von Nimwegen definitiv an Frankreich.
Das Schloss ging zu Beginn des 18. Jahrhunderts in den Besitz des Erzbischofs von Besançon über. 1717 starb hier der Erzbischof François-Joseph de Grammont, der das Schloss fürstlich ausgebaut hatte. In seine Amtszeit fielen zentrale Auseinandersetzungen mit dem Parlement von Besançon um die Bulle Unigenitus Dei filius und die Jansenisten. 1792 wurde das Schloss als Staatsbesitz im Zuge der französischen Revolution an einen Privatmann veräußert.
Von 1875 bis 1878 wurde oberhalb Vieilleys im Forêt de Chailluz die Festung Fort de la Dame Blanche errichtet, in der bis zu 600 Soldaten Platz fanden. Sie gehörte gemeinsam mit anderen Festungen (unter anderem der bekannten Zitadelle von Besançon) zum Verteidigungsring der Stadt Besançon und gehörte zu mehreren Forts, die nach der katastrophalen Niederlage im Deutsch-Französischen Krieg 1870/71 erbaut wurden.

### Moderne

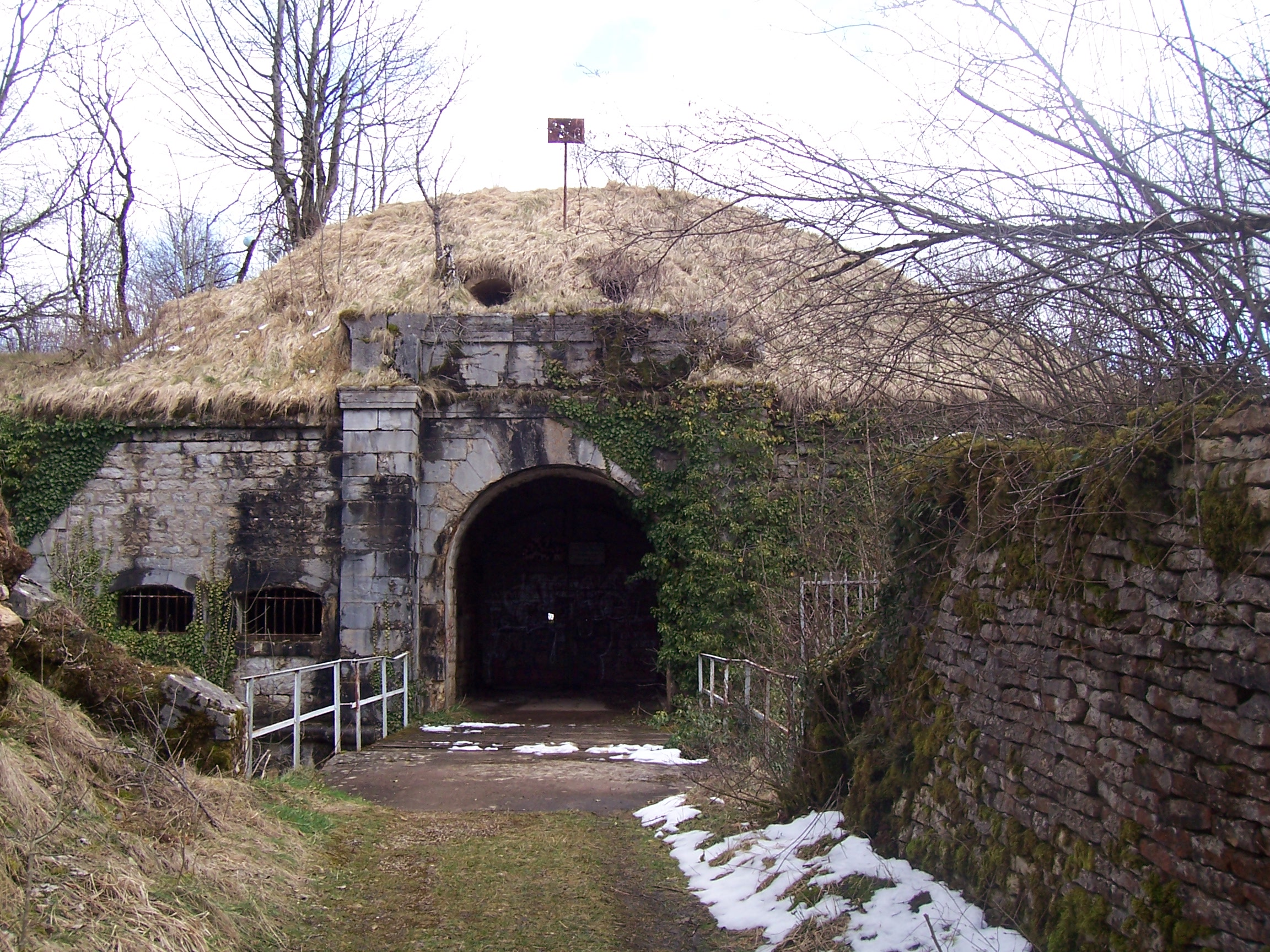
Fort de la Dame Blanche

Im Ersten Weltkrieg wurde das Schloss von der französischen Kavallerie requiriert. Heute erinnert außerdem ein Denkmal in der Rue du Général Charles de Gaulle an die im Krieg gefallenen Männer aus Vieilley. Im Zweiten Weltkrieg war Vieilley ein bedeutender Ort der Résistance, organisiert ist die lokale Widerstandsbewegung im Maquis de Vieilley. Auf ihr Konto gehen unter anderem erfolgreich durchgeführte Sabotageakte auf die Eisenbahnlinien nach Besançon. Dabei spielte der Brite George Millar eine wichtige Rolle. Der Soldat der Special Operations Executive war im August 1944 per Fallschirm in der Region abgesetzt worden und unterstützte fortan den Maquis in Vieilley. Er sorgte auch für die militärische Ausbildung der Maquisards. Am 15. August war das Dorf von deutschen Truppen umzingelt und durchsucht worden und dabei der Anführer des Maquis kurzzeitig festgenommen worden, dieser konnte allerdings fliehen und weiter für den Widerstand operieren. Am 16. November 1944 durchfahren französische Panzer der 1ère Division Blindée im Zuge der Libération das Dorf.

## Sehenswürdigkeiten

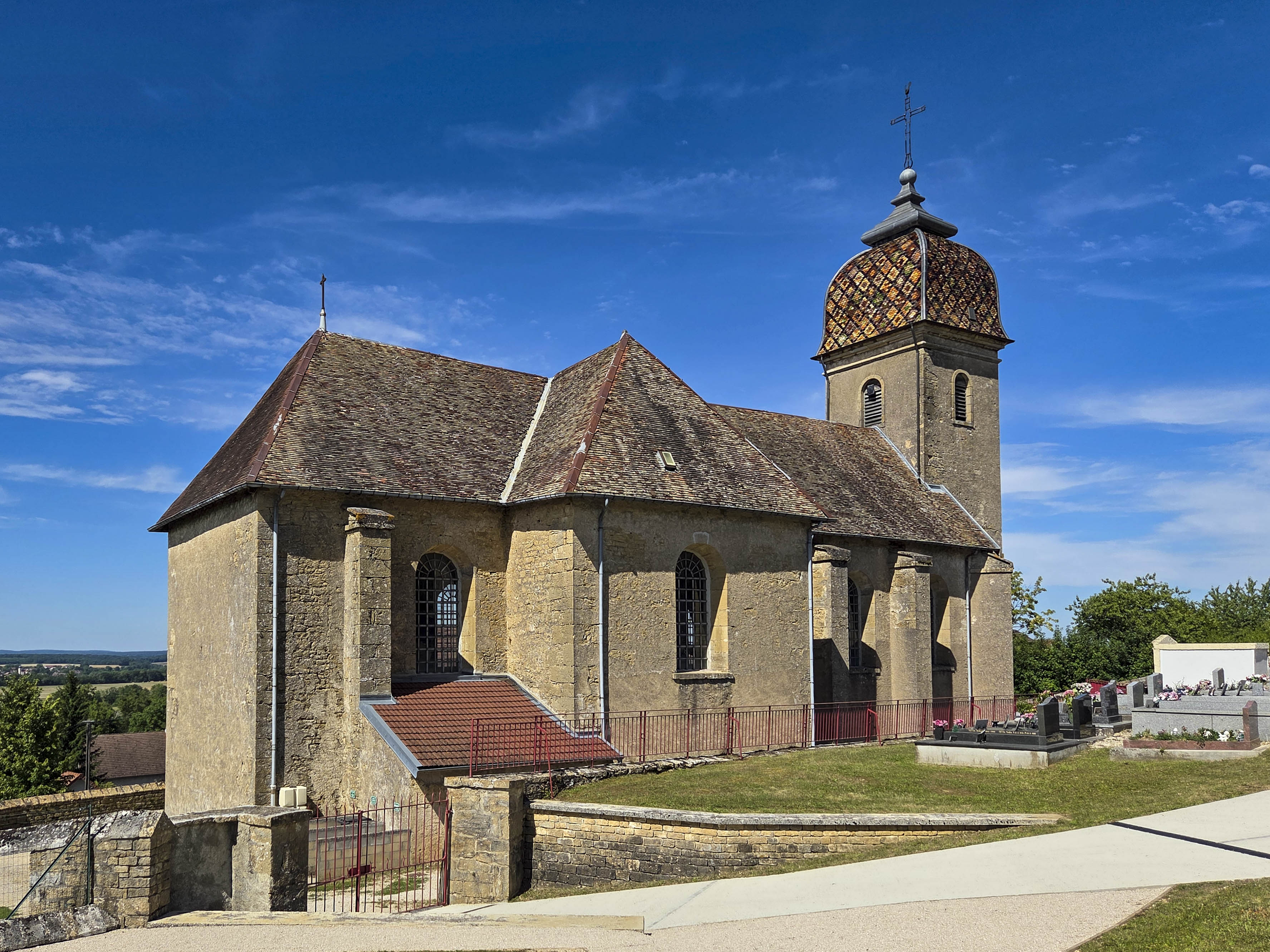
Kirche Saint-Léger in Vieilley

Die Kirche Saint-Léger wurde 1756 neu erbaut und 1981 letztmals umfassend restauriert. Sie besitzt als Besonderheit den Chorraum im Westen und ist mit reichem Mobiliar ausgestattet. Auch ist der Kirchturm im typischen und berühmten Stil der Region ein clocher Comtois. Das im Renaissancestil errichtete Chateau de Vieilley wurde im 19. Jahrhundert restauriert, was den ursprünglichen Eindruck jedoch stark beeinträchtigte. Vom Fort de la Dame Blanche, welches selber nicht besucht werden kann, hat man einen bemerkenswerten Blick über Vieilley, das Ognon-Tal bis hin zu den Vogesen.

## Bevölkerung
| Jahr                       | 1962 | 1968 | 1975 | 1982 | 1990 | 1999 | 2006 | 2016 |
| Einwohner                  | 241  | 246  | 372  | 432  | 525  | 587  | 707  | 703  |
| Quellen: Cassini und INSEE |      |      |      |      |      |      |      |      |

Mit 667 Einwohnern (1. Januar 2022) gehört Vieilley zu den kleinen Gemeinden des Départements Doubs. Nachdem die Einwohnerzahl in der ersten Hälfte des 20. Jahrhunderts deutlich abgenommen hatte (1886 wurden noch 410 Personen gezählt), wurde seit Beginn der 1970er Jahre ein markantes Bevölkerungswachstum verzeichnet. Seither hat sich die Einwohnerzahl fast verdreifacht.

## Infrastruktur und Kultur
Vieilley war bis weit ins 20. Jahrhundert hinein ein vorwiegend durch die Landwirtschaft (Ackerbau, Obstbau und Viehzucht) und die Forstwirtschaft geprägtes Dorf. Daneben gibt es heute einige Betriebe des lokalen Kleingewerbes. Mittlerweile hat sich das Dorf auch zu einer Wohngemeinde gewandelt. Viele Erwerbstätige sind deshalb Wegpendler, die in der Agglomeration Besançon ihrer Arbeit nachgehen.
2004 wurde eine moderne Grundschule gebaut, die auch von Schülern aus den umliegenden Gemeinden genutzt wird. Architekt war Bernard Quirot. Ursprünglich sollte neben der Schule auch ein weiteres Gebäude mit Kantine und Bibliothek entstehen, dieses konnte allerdings aus finanziellen Gründen nicht umgesetzt werden.
Eine kleine Bibliothek mit insbesondere Kinder- und Jugendliteratur befindet sich im Rathaus an der Rue de l’Église. Diese wird einmal die Woche (Freitag) ehrenamtlich geöffnet und nutzt im Rahmen des Projekts Bibliobus Bücher aus dem Bestand der Bibliothek Besançon. Die Auswahl an Büchern wird regelmäßig erneuert.
Bis auf ein kleines Lebensmittelgeschäft verfügt Vieilley über keine Einkaufsmöglichkeiten. Der nächstgelegene Supermarkt befindet sich ca. 6 km entfernt in Devecey.
In der Mehrzweckhalle der Gemeinde finden unterschiedliche Veranstaltungen statt, wie Konzerte oder Theateraufführungen. Daneben gibt es einen Fußball- und einen Tennisplatz. Eine weitere Sportmöglichkeit besteht vom Fort de la Dame Blanche aus, an dem sich eine Startbahn für Paragliding befindet.
Die Ortschaft liegt abseits der größeren Durchgangsstraßen an einer Departementsstraße, die von Devecey nach Moncey führt. Der nächste Anschluss an die Autobahn A36 befindet sich in einer Entfernung von ungefähr elf Kilometern in Marchaux-Chaudefontaine. Weitere Straßenverbindungen bestehen mit Cromary und Champoux. Südlich von Vieilley verläuft die TGV-Strecke Mülhausen – Besançon – Lyon. Die Buslinie Nr. 65 des Ginko-Netzes verbindet Vieilley mit Besançon.